# دوريانو رومبوني
دوريانو رومبوني (بالإيطالية: Doriano Romboni)‏ مواليد 08 ديسمبر 1968 في إيطاليا - الوفاة 30 نوفمبر 2013 في أمريكيون لاتينيون، لاتسيو، إيطاليا، كان متسابق دراجات نارية إيطالي. نافس في سباقات بطولة العالم لفئة 500 سي سي ولفئة 250 سي سي ولفئة 125 سي سي ولفئة 50 سي سي. كما شارك في بطولة العالم للسوبربايك. توفي إثر حادث تعرض له أثناء السباق.

## روابط خارجية
- دوريانو رومبوني على موقع MotoGP.com (الإنجليزية)
- دوريانو رومبوني على موقع WorldSBK.com (الإنجليزية)